# Ducado de Sujumi
El ducado de Sujumi o Tsjumi (en georgiano: ცხუმის საერისთავო) fue un ducado (saeristavo) en la zona noroeste de la actual Georgia (aunque gran parte está bajo el control de la autoproclamada República de Abjasia), comprendiendo los territorios alrededor de la actual Sujumi. El ducado estaba gobernado por una Casa de Shervashidze y existió desde el siglo VIII al XIV.

## Historia

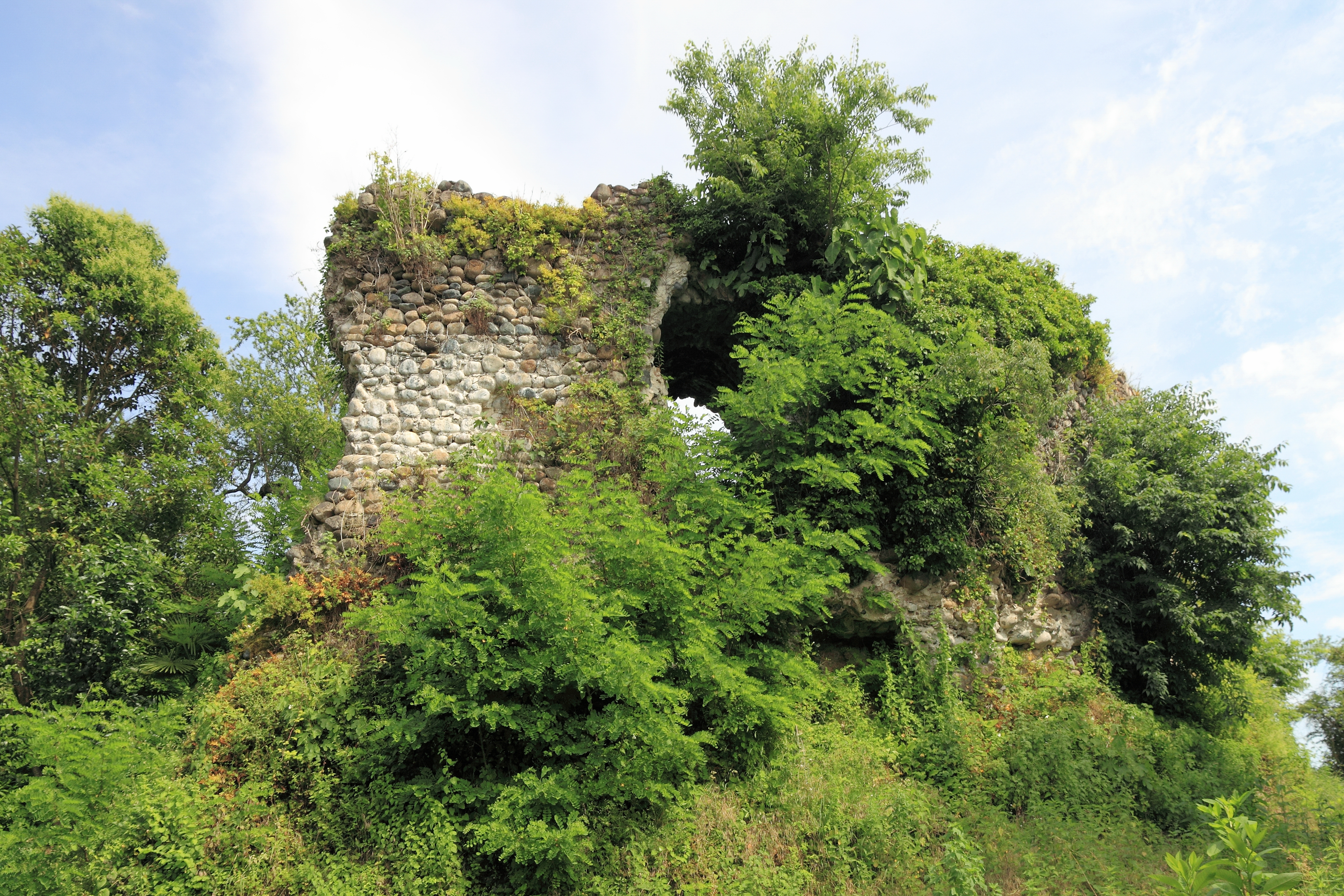
Ruinas del castillo de Bagrat.

El ducado de Tsjumi probablemente se formó como una entidad feudal separada durante el reinado de León II en las tierras de los antiguos apsines. Formando uno de los ocho ducados del reino de Abjasia, comprendía territorios por encima de Lázica hasta Anacopia y Alania. El castillo de Bagrat, en los alrededores de Sujumi, sirvió como sede del eristavi de Sujumi.
En 1033, Demetrio de Anacopia (hermanastro de Bagrat IV de Georgia) organizó un complot con el objetivo de destronar a su hermano. Aunque fracasó el intento de algunos grandes nobles de explotar las posibles aspiraciones al trono de Demetrio en su oposición al gobierno de Bagrat. Ahora, amenazada por Bagrat, la reina viuda Alda desertó a los bizantinos y entregó Anacopia al emperador bizantino Romano III, quien honró a su hijo Demetrio con el rango de magistros. Según las palabras del cronista de Crónicas georgianas, el rey Bagrat derrotó al ejército unido de sus oponentes y luego sitió Anacopia. Luego regresó a la capital, dejando al eristavi de Abjasia Otago Chachasdze y su ejército para hacerse cargo de la fortaleza. Debido al apoyo activo del duque abjasio, Bagrat IV logró devolver la fortaleza de Anacopia al reino de Georgia.
En el siglo XII, el rey David IV de Georgia (apodado el Constructor) nombró virrey de Abjasia a Otagho, hijo del sha de Shirván, quien más tarde se convirtió en el fundador de la Casa de Shervashidze. La ciudad de Tsjumi (Sujumi) se convirtió en la residencia de verano de los reyes de Georgia. Según el erudito ruso V. Sizov, la ciudad se convirtió en un importante "centro cultural y administrativo del estado georgiano". El historiador Yuri Voronov también conjeturó que el castillo podría haber albergado a la reina Tamara de Georgia durante sus estancias en Abjasia a principios del siglo XIII. Durante este período, el duque era Otagho Shervashidze.

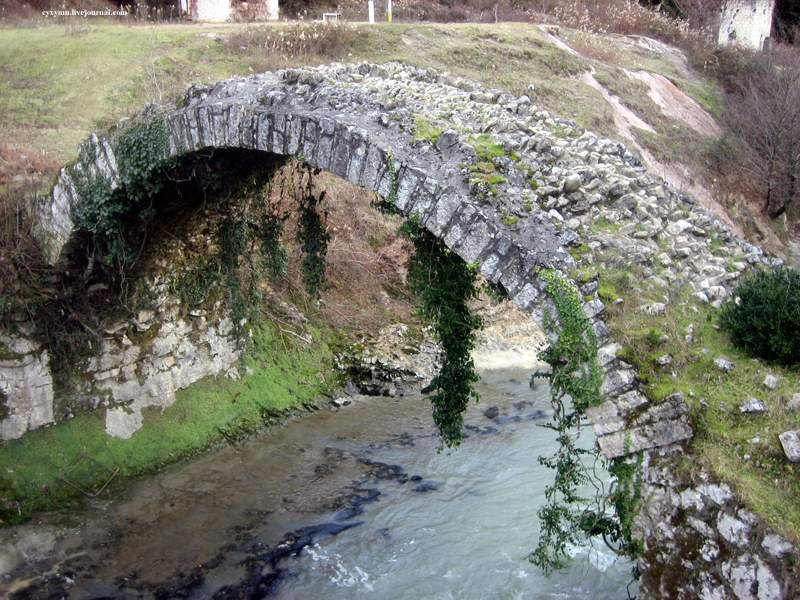
Puente Besleti, en los alrededores de Sujumi

En la década de 1240, los mongoles dividieron Georgia en ocho sectores militar-administrativos (tumen), con el territorio de la Abjasia contemporánea formando parte del tumen administrado por Tsotne Dadiani de Odishi. Vajushti de Kartli señala que el ducado comenzó a declinar en el siglo XIV después de la consolidación del poder en el oeste de Georgia por parte de los duques de Odishi. Durante la guerra civil entre los sucesores del rey de Imericia David I Narin (Constantino y Miguel), el duque de Odishi, Jorge I Dadiani, se apropió de gran parte del ducado de Tsjumi y expandió sus posesiones hasta Anacopia, mientras que a partir de ese momento, los Shervashidze se atrincheraron en Abjasia. En adelante, los monarcas georgianos reconocieron a Tsjumi como dominio de la Casa de Dadiani.
En los siglos XII y XIII, Tsjumi se convirtió en un centro de tráfico comercial con las potencias marítimas europeas. Por ejemplo, la república de Génova estableció su factoría comercial de corta duración en Tsjumi (Sebastopolis) a principios del siglo XIV. Tsjumi sirvió como capital de los gobernantes de Mingrelia, fue en esta ciudad donde Vamek I (c. 1384-1396), el Dadiani más influyente, acuñó sus monedas. Los documentos del siglo XV distinguieron claramente a Tsjumi del principado de Abjasia. La armada otomana ocupó la ciudad en 1451, pero por poco tiempo. Más tarde, mientras fue disputado entre los príncipes de Abjasia y Mingrelia, Tsjumi (Suhumkale) cayó temporalmente en manos otomanas en 1578.

## Duques y gobernantes
- Otagho I Shervashidze (?–1138)
- Otagho II Shervashidze (1184–1213)
- Dardin Shervashidze (?–1243)
- Tsotne Dadiani (1245–c. 1260)
- Bedan Dadiani (c. 1270s– c. 1290s)
- Jorge I Dadiani (c. 1293–1323)
- Mamia I Dadiani (1323–1345)
- Jorge II Dadiani (1345–1384)
- Vameq I Dadiani (1384–1396)
- Mamia II Dadiani (1396–1403)
- Shervashidze (1403–1412?)
- Liparit I Dadiani (1414–1470)
- Shamadavle Dadiani (1470–1473)
- Vameq II Dadiani (1474–1482)
- Liparit II Dadiani (1482–1512)
- Mamia III Dadiani (1512–1533)
- León I Dadiani (1533–1546)
- Jorge III Dadiani (1546–1574)
- Mamia IV Dadiani (1574–1578)
- Haydar Pasha (1578–1581)
- Puto Shervashidze (1581–?)